# Aguiló
Aguiló es una entidad de población perteneciente al municipio español de Santa Coloma de Queralt, provincia de Tarragona, Cataluña. Está situada a 795 metros de altitud, en los alrededores de la Sierra de Aguiló. 

## Situación
El pueblo está situado a 2 km de Santa Coloma de Queralt.

## Población
Cuenta con 28 habitantes.

## Historia
En el siglo XVI, la localidad de Aguiló, fue cabeza de partido del término que abarcaba los núcleos de Las Masias de Almenara, la Pobla de Carivenys y las Roques. A mitad del siglo XX pasó a formar parte del término municipal de Santa Coloma de Queralt.

## Lugares de interés
- Castillo de Aguiló, se tiene constancia documental desde el siglo XI, (año 1049), y perteneció a las familias Timor, Cervelló y Gurb. El linaje Aguiló que lo poseyó se extinguió en el siglo XIV, que fue una de las ramas de los Besora como los Queralt, quienes lo heredaron.
- Iglesia románica de San Vicente de Aguiló. (siglo XII)
- Iglesia parroquial de Santa María.

## Fiestas y tradiciones
Las fiestas se celebran el 22 de enero y el 29 de septiembre. 